# 大牟田市立橘中学校
大牟田市立橘中学校（おおむたしりつたちばなちゅうがっこう）は、福岡県大牟田市に所在した公立中学校。

## 所在地
- 福岡県大牟田市大字橘664番地1

## 沿革
- 1876年 - 銀水義塾創立
- 1878年 - 公立銀水小学校となる
- 1881年 - 県立柳河中学校橘分校となる
- 1882年 - 県立橘中学校となる
- 1884年 - 三池郡立高等銀水小学校となる
- 1908年 - 銀水村三池町学校組合立銀水高等小学校となる
- 1932年 - 銀水村三池町組合立銀水家政女学校を併置
- 1933年 - 尋常科併置により銀水尋常高等小学校と改称
- 1940年 - 尋常科を分離、銀水高等小学校と改称
- 1941年 - 橘国民学校と改称
- 1945年 - 組合立銀水家政女学校廃止
- 1947年 - 大牟田市第六中学校設立
- 1950年 - 大牟田市立橘中学校と改称
- 2025年 - 大牟田市立田隈中学校の一部と統合し大牟田市立白銀中学校へ

## 通学区域
- 上内小学校区
- 吉野小学校区
- 銀水小学校区の一部[1]

## 周辺
- 九州新幹線 - 新大牟田駅
- 白銀川